# Erich Wirth

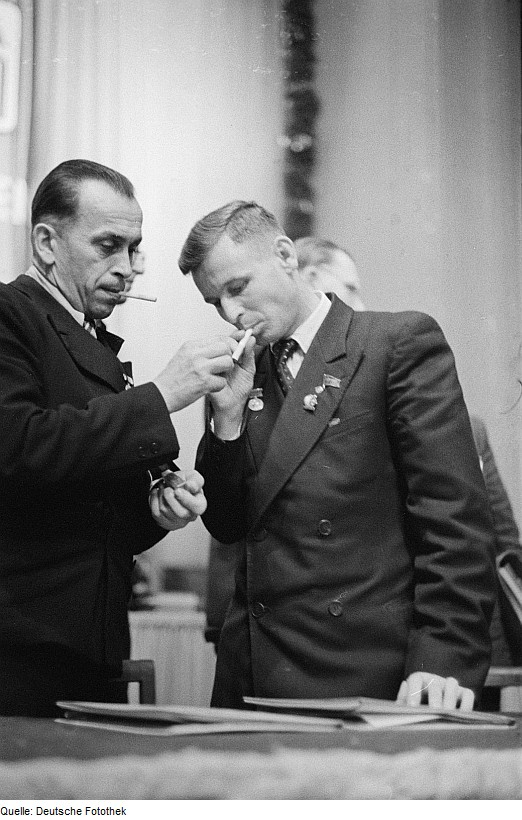
Erich Wirth und Pawel Bykow (1950)

Erich Wirth (* 16. April 1904 in Leppersdorf; † 22. Dezember 1981) war ein deutscher Dreher und Aktivist in der DDR. Später wurde er Vizepräsident der Gesellschaft für Deutsch-Sowjetische Freundschaft.

## Leben
Erich Wirth wurde in Leppersdorf als Sohn eines Bauarbeiters geboren. Er besuchte von 1910 bis 1918 die Volksschule und erlernte anschließend von 1918 bis 1921 den Beruf eines Maschinenschlossers und Drehers. 1919 wurde er Mitglied des Deutschen Metallarbeiter-Verbandes. Nach seiner Lehre wurde er arbeitslos und ging auf Wanderschaft. Ab 1925 war er als Dreher tätig.
Wirth wurde 1924 Mitglied des Rotfrontkämpferbundes und 1928 Mitglied der KPD. Ab 1933 war er illegal tätig und wurde deshalb mehrfach verhaftet. 1941/42 erlangte er an der Abendschule die Meister-Qualifikation.
1945 war Wirth Mitbegründer und Organisationsleiter der KPD-Ortsgruppe Großröhrsdorf. 1946 wurde er Mitglied der SED. Wirth besuchte 1946 die Landesparteischule Sachsen. 1947 war er Delegierter des 1.  Deutschen Volkskongresses. Beruflich war er von 1946 bis 1954 wieder als Dreher, Meister, Obermeister, Produktionsleiter und Vorsitzender des Planungsausschusses in der SAG bzw. im VEB Sachsenwerk Radeberg tätig. 1950 führte er gemeinsam mit Gustav Zabel in der DDR das Schnelldrehen nach der Pawel-Bykow-Methode ein. Er erreichte dabei eine Schnittgeschwindigkeit von 1460 Metern pro Minute. und wurde dafür als Aktivist und mit dem Nationalpreis ausgezeichnet. Wirth war von 1950 bis 1954 Abgeordneter der Volkskammer, von 1950 bis 1952 Kandidat und von 1952 bis 1967 Mitglied des ZK der SED. Von 1951 bis 1958 war er Vizepräsident der Gesellschaft für Deutsch-Sowjetische Freundschaft und von 1956 bis 1958 Hauptabteilungsleiter im Ministerium für Maschinenbau. Er war 1958 bis 1961 Leiter des Büros für Erfindungswesen des VEB Flugzeugwerke Dresden und von 1962 bis 1973 Leiter des Neuererzentrums des Bezirkswirtschaftsrates in Dresden. 1974 ging er in den Ruhestand.

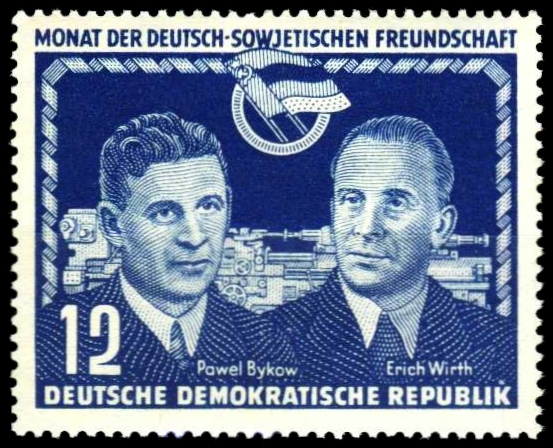
Briefmarke 1951

## Auszeichnungen
- 1950 Aktivist
- 1950 Nationalpreis II. Klasse für Wissenschaft und Technik[2]
- 1969 Vaterländischer Verdienstorden in Bronze[3]
- 1974 Vaterländischer Verdienstorden in Gold[4]
- 1976 Verdienter Metallarbeiter der Deutschen Demokratischen Republik[5]
- 1979 Artur-Becker-Medaille

Die Deutsche Post der DDR ehrte Wirth 1951 mit einer Briefmarke.

## Darstellung in der bildenden Kunst
- Erich Hering: Nationalpreisträger Erich Wirth mit seinem Kollektiv (1953, Öl, 150 × 200 cm)
- Irene Rüther-Rabinowicz: Erich Wirth und sein Aktiv (Tafelbild; um 1950; Gemäldegalerie Neue Meister)[6]